# Діп-Крік (Вірджинія)
Діп-Крік (англ. Deep Creek) — переписна місцевість (CDP) в США, в окрузі Аккомак штату Вірджинія. Населення — 94 особи (2020).

## Географія
Діп-Крік розташований за координатами 37°45′36″ пн. ш. 75°45′10″ зх. д. / 37.76000° пн. ш. 75.75278° зх. д. (37.759931, -75.752655).  За даними Бюро перепису населення США в 2010 році переписна місцевість мала площу 1,56 км², з яких 1,56 км² — суходіл та 0,01 км² — водойми.

## Демографія
Згідно з переписом 2010 року, у переписній місцевості мешкало 115 осіб у 57 домогосподарствах у складі 33 родин. Густота населення становила 74 особи/км².  Було 84 помешкання (54/км²).
Расовий склад населення:
| - 94,8 % — білих - 3,5 % — чорних або афроамериканців |

До двох чи більше рас належало 1,7 %. Частка іспаномовних становила 0,9 % від усіх жителів.
За віковим діапазоном населення розподілялося таким чином: 13,9 % — особи молодші 18 років, 53,9 % — особи у віці 18—64 років, 32,2 % — особи у віці 65 років та старші. Медіана віку мешканця становила 54,9 року. На 100 осіб жіночої статі у переписній місцевості припадало 94,9 чоловіків;  на 100 жінок у віці від 18 років та старших — 90,4 чоловіків також старших 18 років.
За межею бідності перебувало 43,6 % осіб, у тому числі 0,0 % дітей у віці до 18 років та 77,4 % осіб у віці 65 років та старших.
Цивільне працевлаштоване населення становило 9 осіб. Основні галузі зайнятості: освіта, охорона здоров'я та соціальна допомога — 100,0 %.